# Promontory Fort vom Chester Hill
Koordinaten: 55° 50′ 5,8″ N, 2° 4′ 38,8″ W
Das Promontory Fort vom Chester Hill (eigentlich „Ancient Promontory Fort“ auf dem Chester Hill; auch Greystonelees genannt) liegt südlich von Burnmouth, nahe der Grenze zu England bei Berwick-upon-Tweed, in den Scottish Borders in Schottland. Das Promontory Fort aus der Eisenzeit überblickt die Küste nördlich von Berwick-upon-Tweed.
|  |

Es besteht aus zwei Einhegungen (vermutlich zwei Konstruktionsphasen). Die westliche mit klar definierten Wall und Graben ist im besseren Zustand. Die östliche (wahrscheinlich ältere) wird nur durch einen niedrigen, verbreiterten Erdwall markiert.
Die Zwillingseinhegungen sind denen des etwa 11,0 km entfernten eisenzeitlichen Forts Earn’s Heugh ähnlich.